# توم كلايتون (لاعب كرة قدم)
توم كلايتون (بالإنجليزية: Tom Clayton) هو لاعب كرة قدم بريطاني في مركز الدفاع، ولد في 16 ديسمبر 2000 في Rainford ‏ في المملكة المتحدة.

## وصلات خارجية
- توم كلايتون (لاعب كرة قدم) على موقع الاتحاد الأوربي (الإنجليزية)
- توم كلايتون (لاعب كرة قدم) على موقع قاعدة بيانات كرة القدم.إي يو (الإنجليزية)
- توم كلايتون (لاعب كرة قدم) على موقع Soccerbase.com (لاعب) (الإنجليزية)
- توم كلايتون (لاعب كرة قدم) على موقع Soccerway.com (الإنجليزية)
- توم كلايتون (لاعب كرة قدم) على موقع عالم كرة القدم.نت (الإنجليزية)